# منعم خان راجو
منعم خان راجو (بنگالی: মোনায়েম খান রাজু؛ زادهٔ ۷ ژوئیهٔ ۱۹۹۰) بازیکن فوتبال اهل بنگلادش است.
از باشگاه‌هایی که در آن بازی کرده است می‌توان به باشگاه فوتبال شیخ جمال دانموندی اشاره کرد.
وی همچنین در تیم ملی فوتبال بنگلادش بازی کرده است.